# 페라리 599
페라리 599(영어: Ferrari 599)는 페라리에서 2006년부터 2012년까지 생산했던 스포츠카이다.
제이슨 카스트리오타의 지휘 하에 피닌파리나가 스타일링한 599 GTB는 2006년 2월 제네바 모터쇼에서 데뷔하였다. 차체는 리어 윈도우를 둘러싸고 있는 독특한 돛 패널과 함께 최적화된 공기 역학을 특징으로 하며, 공기 흐름을 선형 리어 노더로 유도하고 최대화한다.
총 배기량은 5,999 cc (6.0 L)이고 그란 투리스모 베를리네타(영어: Gran Turismo Berlinetta) 특성, 페라리가 사용한 피오라노 서킷 테스트 트랙에서 이름을 따왔다.

## 사양

### 드라이브 트레인

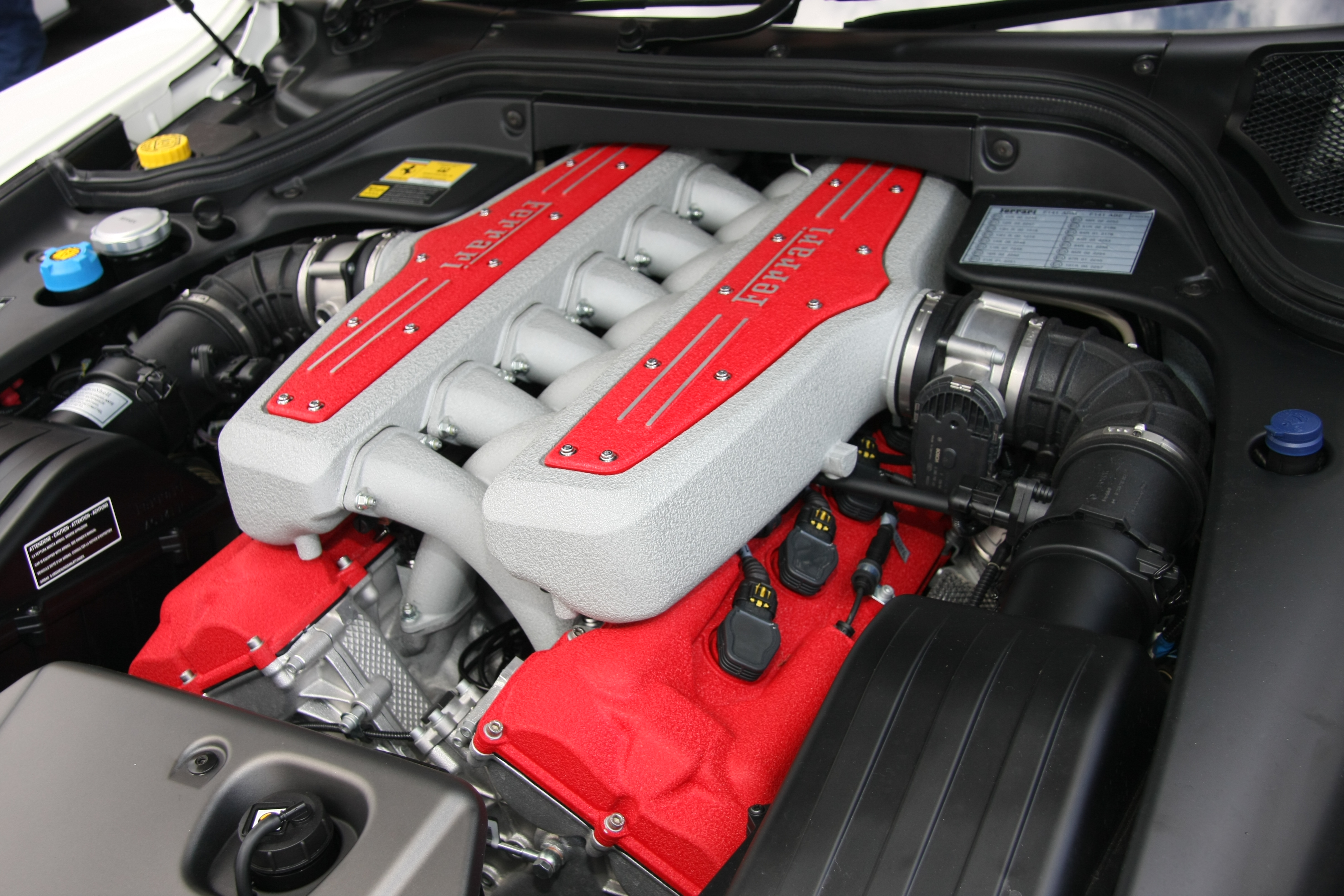
Ferrari F140 C V12 엔진

이 차에 사용된 6.0L(5,999cc) Tipo F140 C V12 엔진은 7,600rpm에서 8,400rpm 사이에서 최대 출력 612hp(456kW, 620PS)를 생성하여 도입 당시 엔진은 과급이나 터보차저와 같은 강제 유도를 사용하지 않고 배기량 리터당 100hp(75kW, 101PS)를 초과하는 몇 안되는 엔진 중 하나였다. 5,600rpm에서 생성된 448lbf⋅ft(608N⋅m)의 토크는 당시 페라리 GT 자동차의 기록이기도 했으며, 엔진에 대한 대부분의 수정은 599의 엔진 격납실에 맞도록 이루어졌다.
전통적인 6단 수동 변속기와 표준 599 밀리초에서 100 밀리초 또는 HGTE 패키지가 장착된 경우 85밀리초의 변속 시간을 가진 "F1 SuperFast"라는 페라리의 6단 자동 수동 패들 시프트 변속기가 제공되었다. 599는 또한 페라리의 새로운 트랙션 컨트롤 시스템인 F1-Trac을 장착하였으며, 599 GTB의 대다수는 6단 수동 변속기가 아닌 DCT를 장착했다. 수동 변속기로 30대만 생산되었으며, 그 중 20대는 미국으로, 10대는 유럽에서 출고되었으며, 599 GTB Fiorano는 수동 변속기가 장착된 마지막 V12 엔진 페라리였다.

### 서스펜션과 브레이크

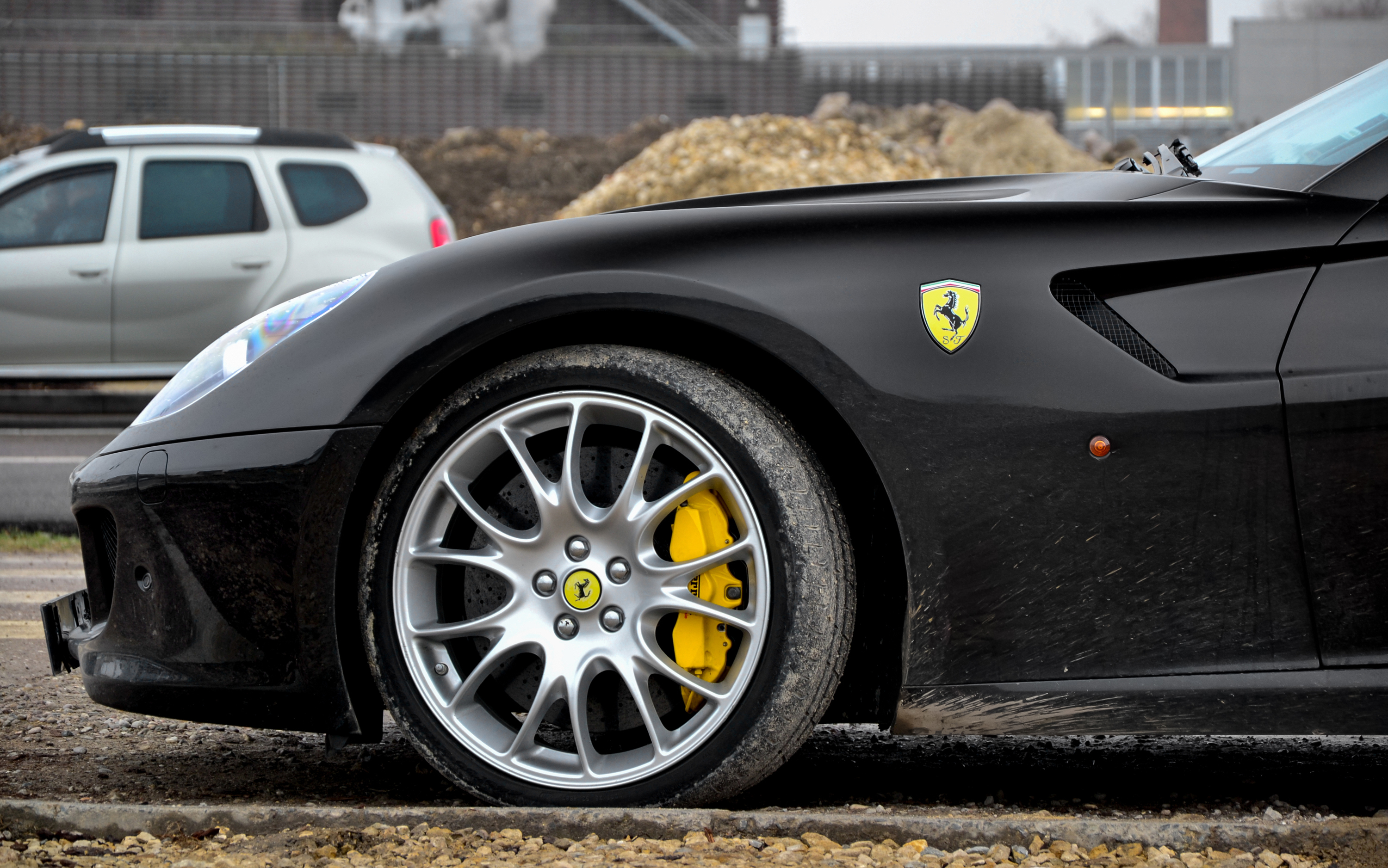
카본 세라믹 브레이크가 옵션으로 달인 599

599는 서스펜션 코일과 함께 자기유변학적 반능동 댐퍼를 사용한다. 댐퍼는 댐퍼 저장소 내의 액체에 의해 작동하며 액체 챔버 내의 자기장에 영향을 받을 때 점도가 변경된다. 반응 및 안정성 제어와 함께 액체의 기능은 스티어링 휠의 손잡이를 통해 제어된다. 599에는 주철 브레이크가 기본으로 제공되고 탄소 세라믹 브레이크(당시 로드카에서는 거의 사용되지 않은 기술)가 옵션으로 제공되었다. 로터는 전면에서 398mm(15.7인치), 후면에서 360mm(14인치)로 측정되었다.

### 차체
599는 페라리 GT카 최초로 알루미늄 섀시를 사용하였다. 이전 모델인 페라리 575M에 비해 더 견고하고 1,690 kg (3,726 lb)의 낮은 건조 중량이다. 599는 이전 모델보다 더 긴 휠베이스를 자랑하며 연료 탱크는 더 나은 중량 분배를 위해 중간 장착 위치의 뒤쪽에 있다. 이러한 조치로 인해 599는 톤당 367PS의 중량 대 출력 비율을 가지고 있다.

### 성능
- 0-100 km/h (62 mph) in 3.2초[8]
- 0-200 km/h (124 mph) in 11.0초[9]
- 최고속도: 330 km/h (205 mph)

## 변형 차종

### 599 HGTE
페라리 599 GTB 피오라노 HGTE (HGTE는 Handling Gran Turismo Evoluzione의 약자)는 차량의 핸들링을 개선하기 위해 설계된 599용 업그레이드 패키지이다. 이 패키지에는 더 단단한 스프링과 후면 횡요방지대가 포함된 수정된 설정과, 마네티노가 스포티한 설정에 있을 때 델피 마그네라이드 자기유변 충격 흡수 장치에 대한 새로운 보정 설정이 포함된다. 승차 높이도 낮아져 낮은 무게 중심을 확보했다. 이 패키지에는 또한 향상된 접지력을 제공하는 화합물이 특징인 최적화된 타이어가 포함된다. 자동차의 전자 시스템도 변경되었다. 변속기의 변속 시간은 고성능 설정에서 더 빨라졌고, 새로운 엔진 소프트웨어는 향상된 반응성을 제공했다. 배기 장치는 강렬한 사용 시 더 뚜렷하고 스릴 넘치는 사운드를 내도록 수정되었지만, 순항 속도에서는 적절한 편안함을 유지했다. 외부 및 내부는 더 많은 탄소 섬유 부품으로 업그레이드되었으며, 자동차에는 새로운 20인치 휠도 포함되었다.

### 599 GTO
2010년 4월 8일, 페라리는 599 GTO(그란 투리스모 오몰로가토의 약자)의 공식 세부 정보를 발표했다. 이 자동차는 599XX 트랙데이 카의 로드 법적 버전이었으며, 당시 페라리는 599 GTO가 피오라노 테스트 서킷을 1분 24초에 주행하여 페라리 엔초보다 1초 빠르다고 주장했다. 이 엔진은 8,250rpm에서 490 kW; 660 hp (670 PS)의 출력과 6,500rpm에서 620 N·m (457 lb·ft)의 토크를 생성했다. 이 자동차는 599XX의 변속기에서 가져온 다중 변속 프로그램과 배기 시스템을 갖추고 있다. 페라리는 599 GTO가 0–100 km/h (0–62 mph)에서 3.3초 미만에 가속할 수 있으며 최고 속도가 335 km/h (208 mph)를 초과한다고 주장했다. 1,605 kg (3,538 lb)으로, 599 GTO는 표준 GTB보다 거의 100 kg (220 lb) 가볍다. 생산은 599대로 제한될 예정이었다. 이 중 약 125대가 미국 시장을 위해 생산되었다.
페라리는 GTO 명칭을 사용한 다른 두 모델만을 생산했다: 1962년 250 GTO와 1984년 288 GTO이며, 세 번째가 599 GTO이다. 그러나 이전 GTO들과 달리, 599 GTO는 어떤 레이싱 시리즈에서도 호몰로게이션을 위해 설계되지 않았다.

### 599XX
2009년 제네바 모터쇼에서 페라리는 599 GTB의 트랙 전용 버전을 공개했는데, 이는 599XX로 불렸다. 페라리의 포뮬러 원 엔지니어들이 설계한 이 자동차는 레이스 트랙에서 더 민첩하고 반응성을 높이기 위해 표준 자동차에 비해 많은 변화를 주었다. 외부 개선 사항으로는 다운포스 향상을 위한 C-필러의 두 개의 작은 날개, 엔진 냉각 향상을 위한 통풍 후드, 어두워진 렉산 테일 램프, 다운포스를 더욱 돕는 탄소 섬유 '덕테일' 리어 스포일러, 향상된 언더바디 공기 흐름을 위한 대형 리어 디퓨저, 전후방 견인 후크, 향상된 냉각을 위한 추가 덕트, 레이싱 버킷 시트와 함께 스티어링 휠 뒤에 모든 아날로그 게이지를 대체하는 LCD 디스플레이가 장착된 미니멀리스트 레이스 인테리어와 롤케이지 및 렉산 슬라이딩 윈도우가 포함되었다. 이 자동차는 또한 트렁크에 위치한 두 개의 팬을 가지고 있었으며, 이 팬들은 자동차를 지면에 유지하는 데 도움을 주었고 250 km/h (155 mph)까지의 속도에서는 추가적인 다운포스가 필요하지 않아 작동을 멈췄다. 이러한 모든 부품으로 이 자동차는 200 km/h (124 mph)에서 280 kg (617 lb)의 다운포스와 300 km/h (186 mph)에서 630 kg (1,389 lb)의 다운포스를 생성하는 것으로 보고되었다. 운전자의 편안함을 위해 에어컨 시스템은 유지되었다. 이 자동차는 스티어링 휠의 마네티노 다이얼에서 제어되는 9가지 트랙션 및 안정성 제어 모드를 가지고 있었다. 이 자동차는 F1에서 영감을 받은 교차 드릴 로터가 있는 카본 세라믹 브레이크와 새로운 레이스 배기 시스템을 장착했다. 엔진은 9,000rpm에서 540 kW; 720 hp (730 PS)로 평가되었으며, 레드 라인이 9,000rpm으로 상향 조정되었다. 새로운 탄소 섬유 흡기 매니폴드와 흑연 코팅 피스톤, 경량 크랭크샤프트와 같은 엔진 부품의 무게를 줄이고 복합 재료 및 탄소 섬유 차체 부품을 사용하여 무게가 줄었다. 전체 기어 변속 시간을 60밀리초로 단축하는 새로운 변속기가 도입되었으며, 위 또는 아래 시프트 패들을 길게 누르면 여러 번의 시프트가 이루어져 기어링 시간을 개선했다. 이 자동차는 또한 전면에 19 × 11J 휠과 후면에 19 × 12J 휠이 장착된 29/67 R19 전면 및 31/71 R19 후면 레이싱 슬릭 타이어를 포함했다. 599XX는 0–100 km/h (0–62 mph)에서 2.9초 만에 가속할 수 있었고 최고 속도는 315 km/h (196 mph)에 도달했다 (레드라인 제한 최고 속도).
2010년 베이징 국제 모터쇼에서 페라리는 599XX가 뉘르부르크링 노르트슐라이페 서킷을 6분 58.16초 만에 완주하여 양산형 스포츠카 중 가장 빠른 랩타임을 기록했다고 발표했다. 이 기록은 2010년 6월 파가니 존다 R에 의해 6분 47.50초로 갱신되었다.

### 599XX 에볼루치오네

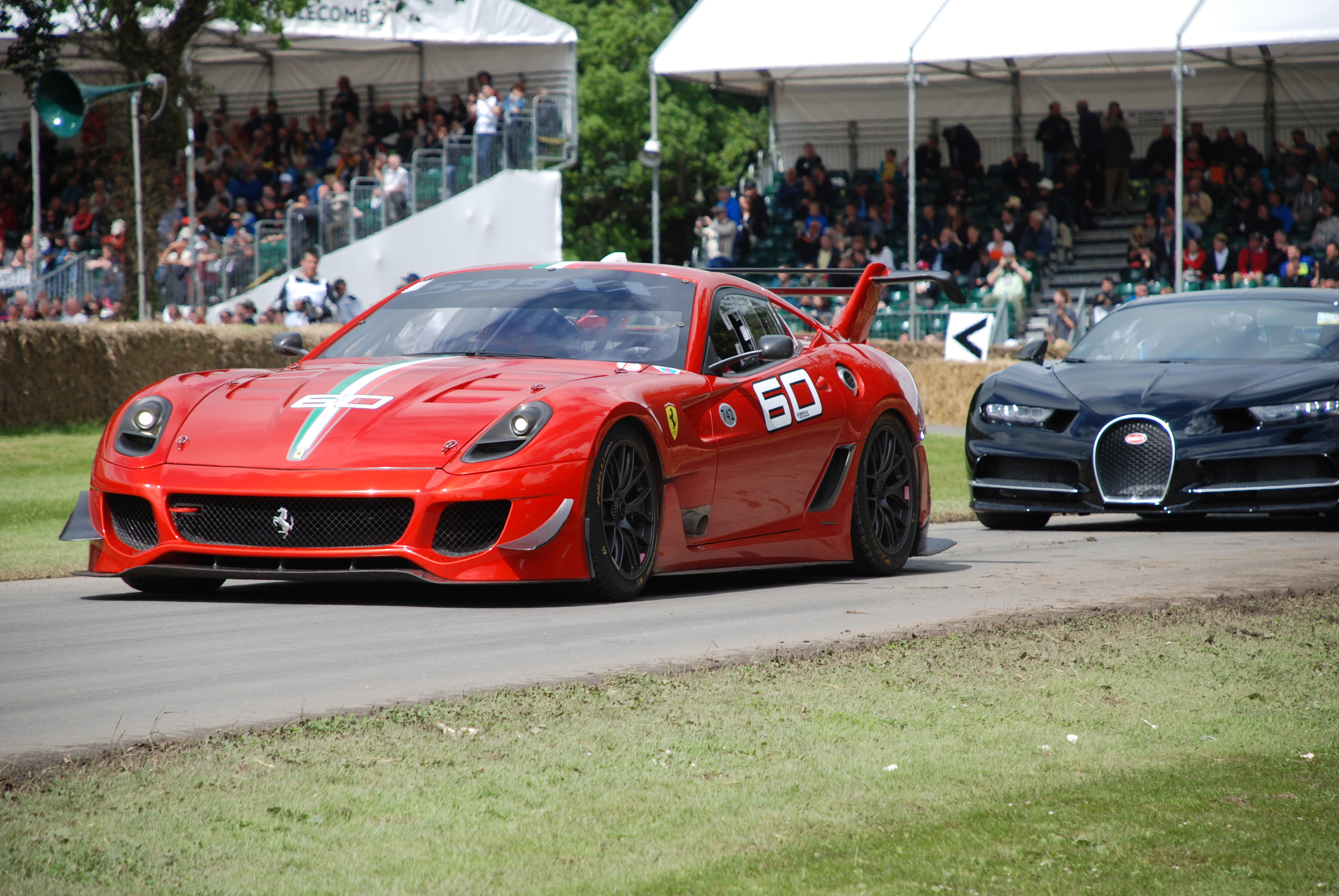
페라리 599XX 에볼루치오네 (왼쪽)

2011년 11월 10일, 599XX 에볼루치오네의 첫 이미지가 공개되었는데, 이는 급진적으로 재설계된 에어로 및 배기 패키지뿐만 아니라 전자 업그레이드 및 피렐리 레이싱 슬릭 타이어를 특징으로 한다. 2011년 12월 1일, 페라리는 2011년 볼로냐 모터쇼를 준비하며 599XX 에볼루치오네에 대한 세부 정보를 확인했다. 599XX 에볼루치오네는 표준 599XX보다 35 kg (77 lb) 더 가벼웠고, 엔진은 540 kW; 730 hp (740 PS)의 약간 향상된 최고 출력과 700 N·m (516 lb·ft)의 토크를 가졌다. 에볼루치오네의 주요 특징 중 하나는 코너링 성능을 높이기 위해 자동으로 조절되는 액티브 리어 윙이다.

## 한정판 차종

### SA 아페르타

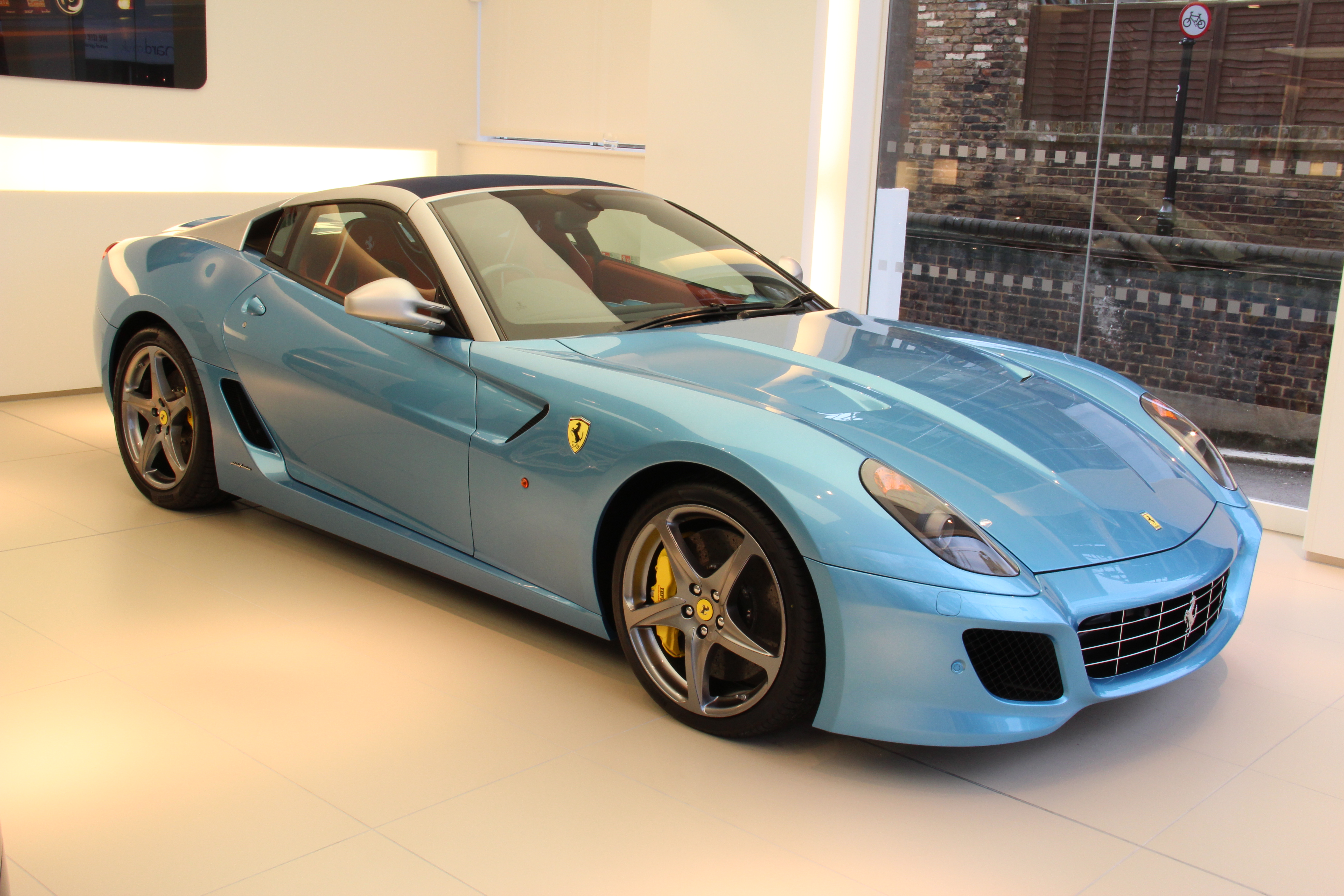
페라리 SA 아페르타

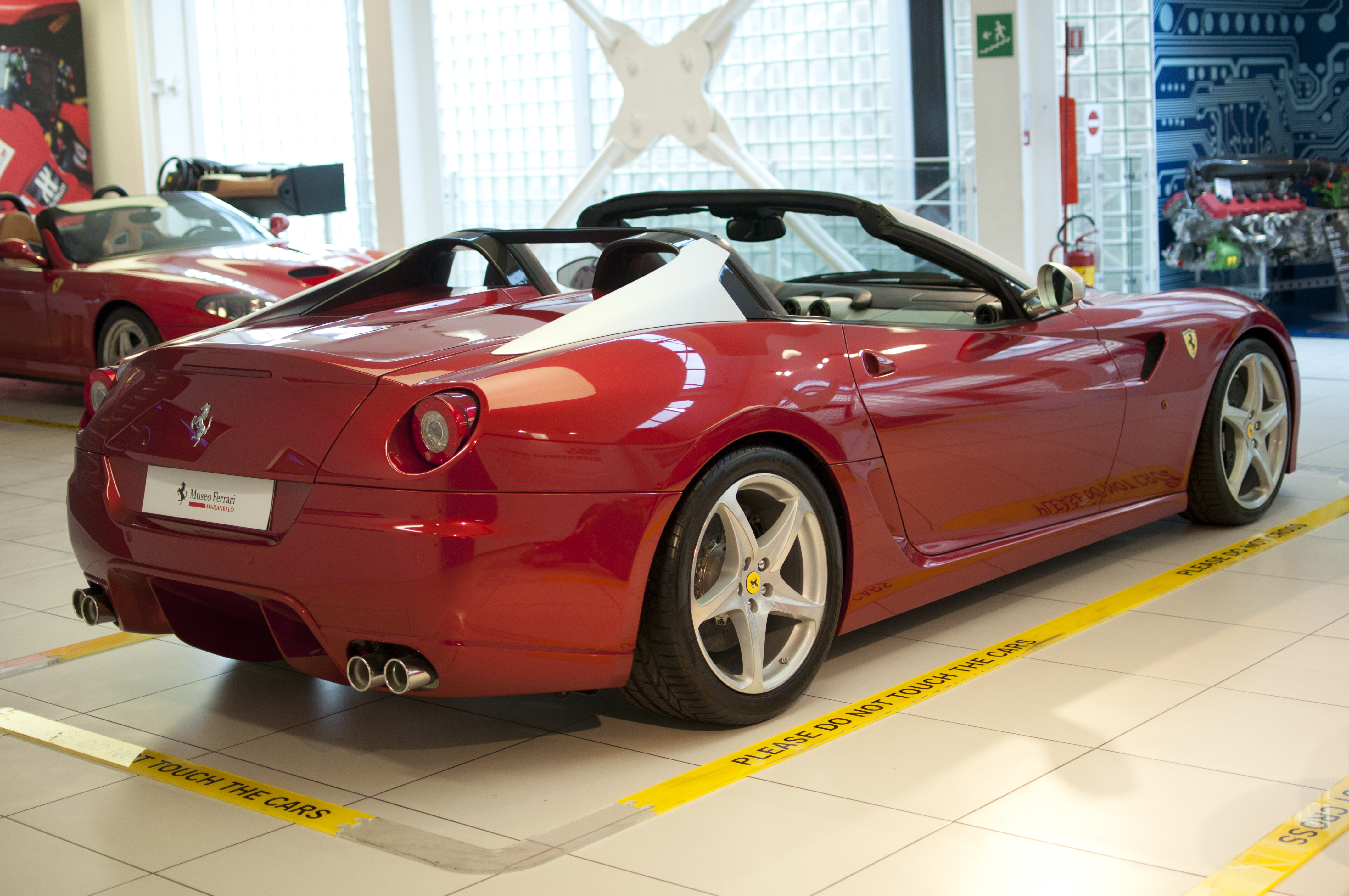
지붕을 제거한 후면 모습

599의 로드스터 변형 모델인 SA 아페르타는 2010년 파리 모터쇼에서 디자이너 세르지오 피닌파리나와 안드레아 피닌파리나를 기리기 위한 한정판으로 공개되었으며, "SA" 명칭은 그들의 이름을 의미한다. SA 아페르타는 599 GTO의 고성능 엔진과 변속기를 사용했으며, 10 mm (0.4 in) 낮은 승차 높이, 더 두꺼운 후면 횡요방지대, 그리고 재조정된 자기유체 댐퍼를 갖추고 있다. SA 아페르타는 또한 599 GTB에 비해 약간 기울어진 앞유리, 새로운 프론트 범퍼의 더 큰 냉각 덕트, 그리고 차체 색상의 리어 범퍼를 가지고 있다. 이 자동차는 시내 주행용으로만 사용되며 비로부터 실내를 보호하기 위한 탈착식 소프트탑을 가지고 있다. 트렁크 리드는 알루미늄으로 만들어졌고 C-필러는 탄소 섬유로 만들어졌으며, 앞유리 프레임과 함께 은색 마감 처리가 되어 있다. 배기 시스템은 599XX에 사용된 것을 수정한 버전이며, 이 자동차는 크롬 마감 처리된 독특한 5스포크 휠과 3중 도장 차체 색상을 가지고 있다. 실내 또한 재설계되어 투톤 컬러 스킴을 가지고 있으며, 스포츠 시트가 표준 장비로 제공된다. 피닌파리나의 80주년을 기념하여 80대만 생산되었으며, 모두 대중에게 공개되기 전에 판매되었다.
| 파워 (rpm 기준)                      | 토크 (rpm 기준)                  | 100km/h (62mph)까지의 가속 | 최고 속도          |
| ------------------------------------ | -------------------------------- | -------------------------- | ------------------ |
| 493 kW (670 PS; 661 hp) at 8,250 rpm | 620 N·m (457 lb·ft) at 6,500 rpm | 3.6초                      | 325 km/h (202 mph) |

### 599 GTB 60F1

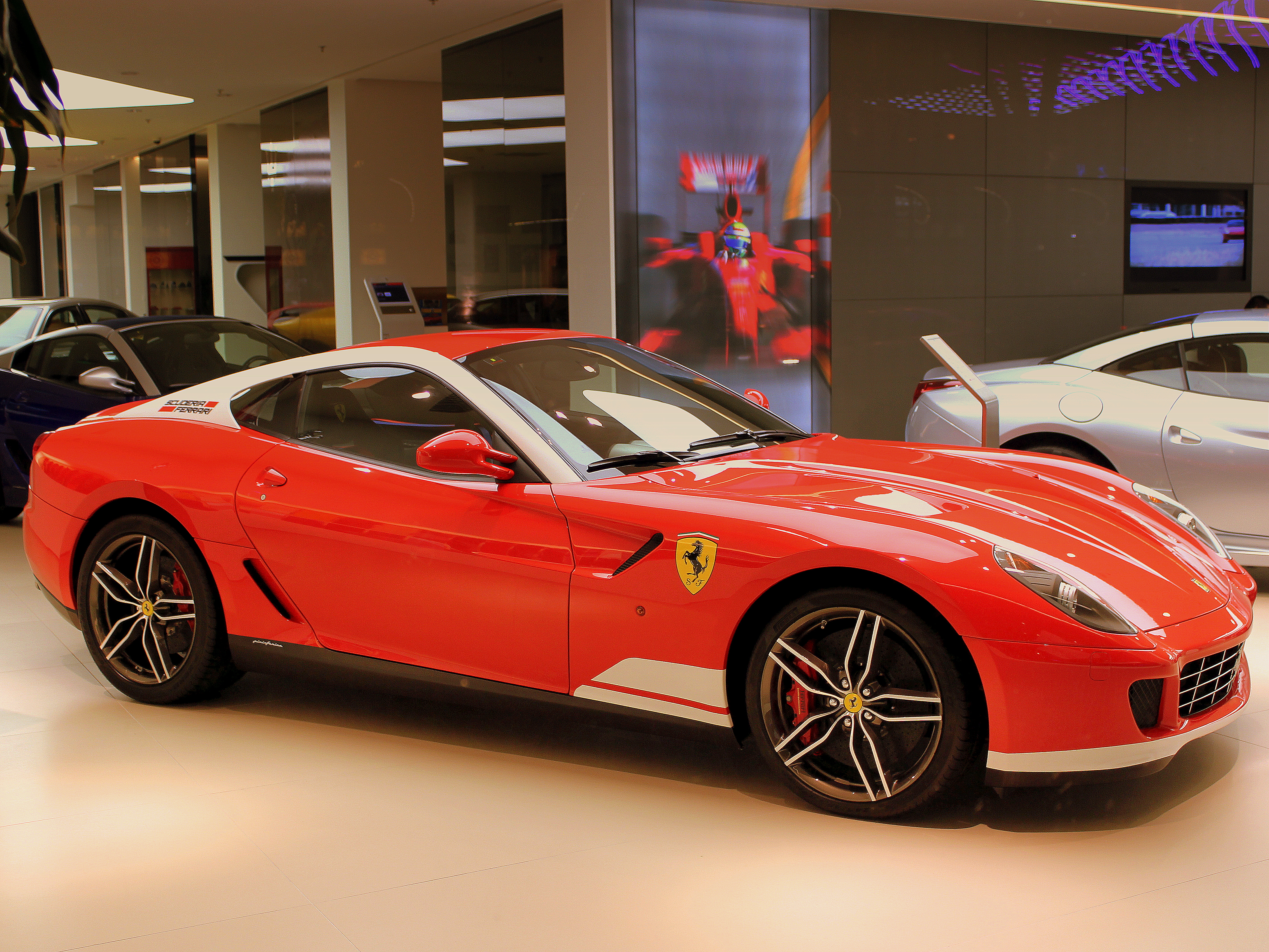
페라리 599 GTB 60F1

2011년 12월, 페라리는 F1 우승 60주년을 기념하기 위해 599 GTB의 특별판을 발표했다. 프로일란 곤살레스가 1951년 실버스톤 서킷에서 375 F1으로 우승한 것부터 페르난도 알론소가 2011년 실버스톤에서 150° 이탈리아로 우승한 것까지, 페라리는 수백 번의 F1 레이스에서 우승했다. 이 자동차는 599 HGTE 섀시를 기반으로 하였으며, 단단한 서스펜션, 더 짧은 스프링, 더 단단한 횡요방지대를 사용했다. 새로운 20인치 다이아몬드 마감 단조 알로이 휠과 스쿠데리아 페라리 쉴드가 차체에 표준으로 장착되었다. 세 가지 페인트 마감 중에서 선택할 수 있었다:
- 375 F1의 색상 – 페라리 로쏘보다 어둡고 더 눈에 띄는 색상
- 150° 이탈리아의 색상, 후면에 이탈리아 삼색기 스타일의 미니 스포일러와 차체 전면 스포일러의 흰색 부분
- 150° 이탈리아의 또 다른 버전이지만 흰색 A-필러가 없음.[24]

유럽 버전의 자동차 실내는 사벨트 버킷 시트가 특징인 반면, 미국 버전은 레카로 버킷 시트가 특징이었고, 둘 다 알칸타라로 만들어졌다.

## 단종 모델

### P540 슈퍼패스트 아페르타

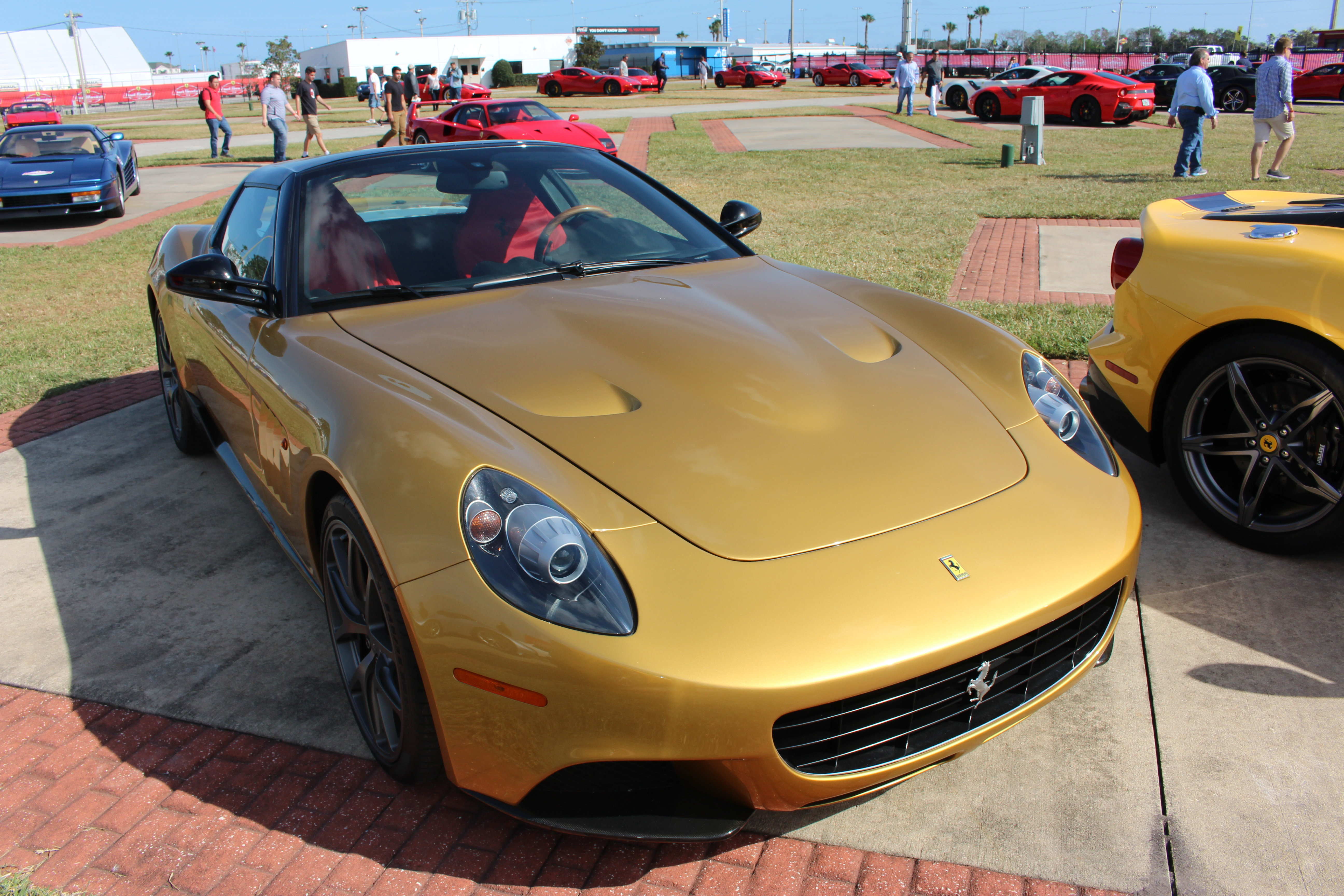
2016년 데이토나, 플로리다에서 열린 페라리 피날리 몬디알리에서의 페라리 P540 슈퍼패스트 아페르타

페라리 P540 슈퍼패스트 아페르타는 페라리 599 GTB 피오라노를 기반으로 한 일회성 컨버터블 스포츠카이다. 이 자동차는 페라리의 스페셜 프로젝트 프로그램의 두 번째 자동차이다.
에드워드 왈슨은 2008년에 이 자동차를 의뢰하여 페라리에게 1968년 영화 죽음의 영혼을 위해 제작된 카로체리아 판투치 바디의 페라리 330 LMB를 현대적으로 재해석한 금으로 덮인 자동차를 만들어 달라고 요청했다. P540은 2009년 12월 11일 대중에게 공개되었지만, 몇 달 전부터 스파이샷에 포착되었다.
피닌파리나가 설계하고 마라넬로에서 제작된 이 자동차는 국제 안전 및 호몰로게이션 요구 사항을 준수하도록 설계되었다. 유한요소해석과 탄소 섬유를 사용하여, 컨버터블 차체로 전환하기 위해 자동차 섀시가 강화되었다. 599 GTB F1을 기반으로 하므로, P540의 많은 제원은 기부 차량과 유사하다. 총 개발 기간은 14개월이었다.

### 슈퍼아메리카 45
페라리 슈퍼아메리카 45는 599 GTB를 기반으로 한 회전식 타르가 하드톱을 갖춘 단일 모델로, 오랜 페라리 애호가이자 수집가인 피터 칼리코우가 페라리 고객으로서 45년간의 기념을 위해 페라리에 의뢰했다. 페라리의 스페셜 프로젝트 프로그램의 일부이며, 센트로 스틸레 페라리에서 설계되고 페라리 자체에서 엔지니어링되었다.
이 자동차는 2011년 5월 20일 콩코르소 델레간차 빌라 데스테에서 공개 데뷔했다.
탄소 섬유 하드톱 루프는 후면 스크린을 통합하고 캐빈 뒤의 수평 축을 중심으로 회전하며, 이는 2005년 페라리 슈퍼아메리카와 유사한 메커니즘이다. 또한 탄소 섬유로 만들어진 트렁크는 개방 시 루프를 수용하고 자동차 후면의 다운포스를 증가시키도록 재설계되었다. 블루 안틸레 색상으로 마감되었을 뿐만 아니라, 다른 주요 시각적 특징으로는 크롬 전면 그릴, 차체 색상 휠, 탄소 섬유 패널, 그리고 특별히 연마된 알루미늄 A-필러, 사이드 미러, 도어 핸들이 포함된다.
내부에는 쿠오이오 가죽 트림과 블루 스쿠로 탄소 섬유의 조합과 최신 세대 터치 스크린 인포테인먼트 시스템이 특징이다.

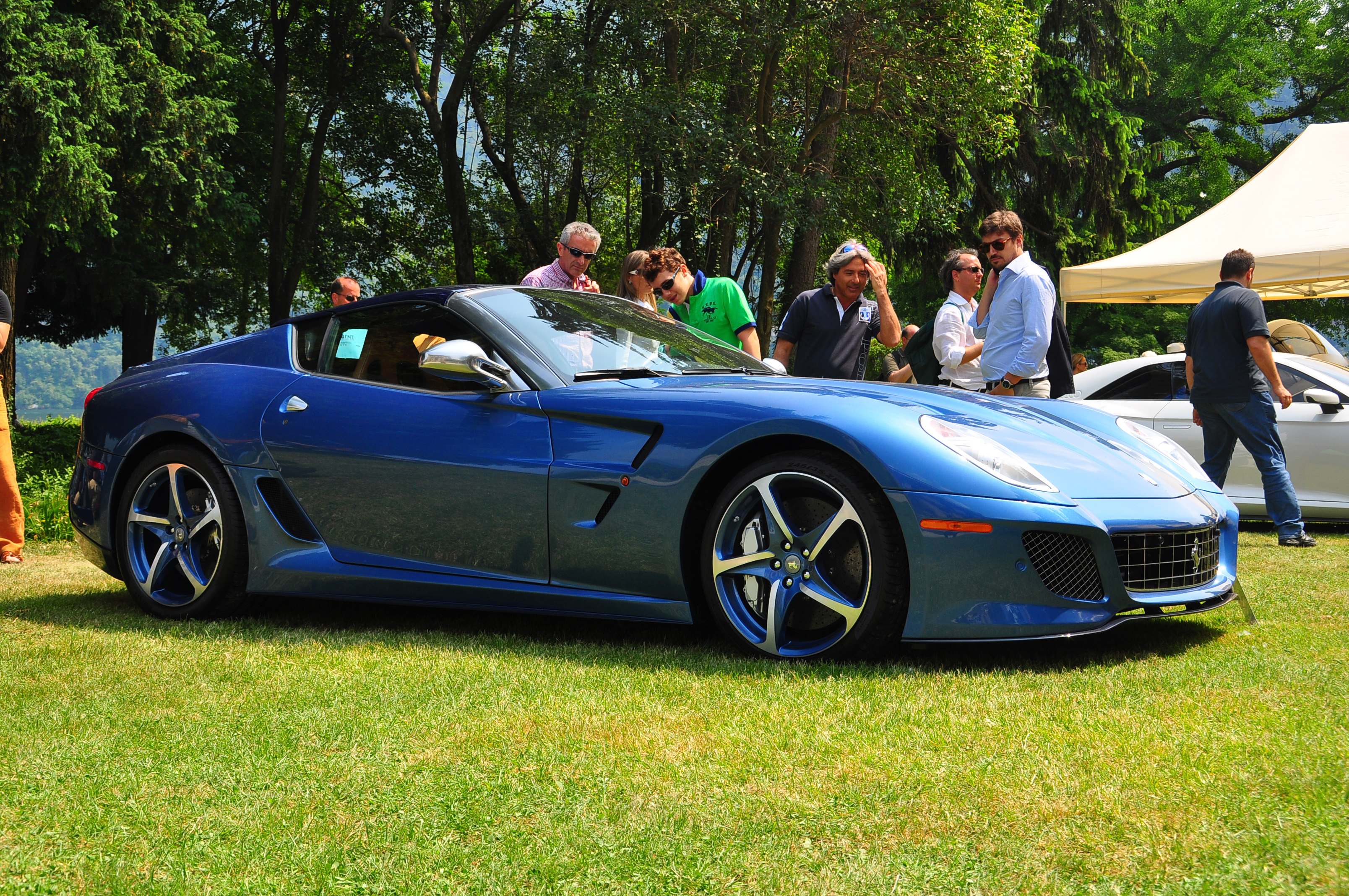
2011년 빌라 데스테에서의 오른쪽 측면 모습
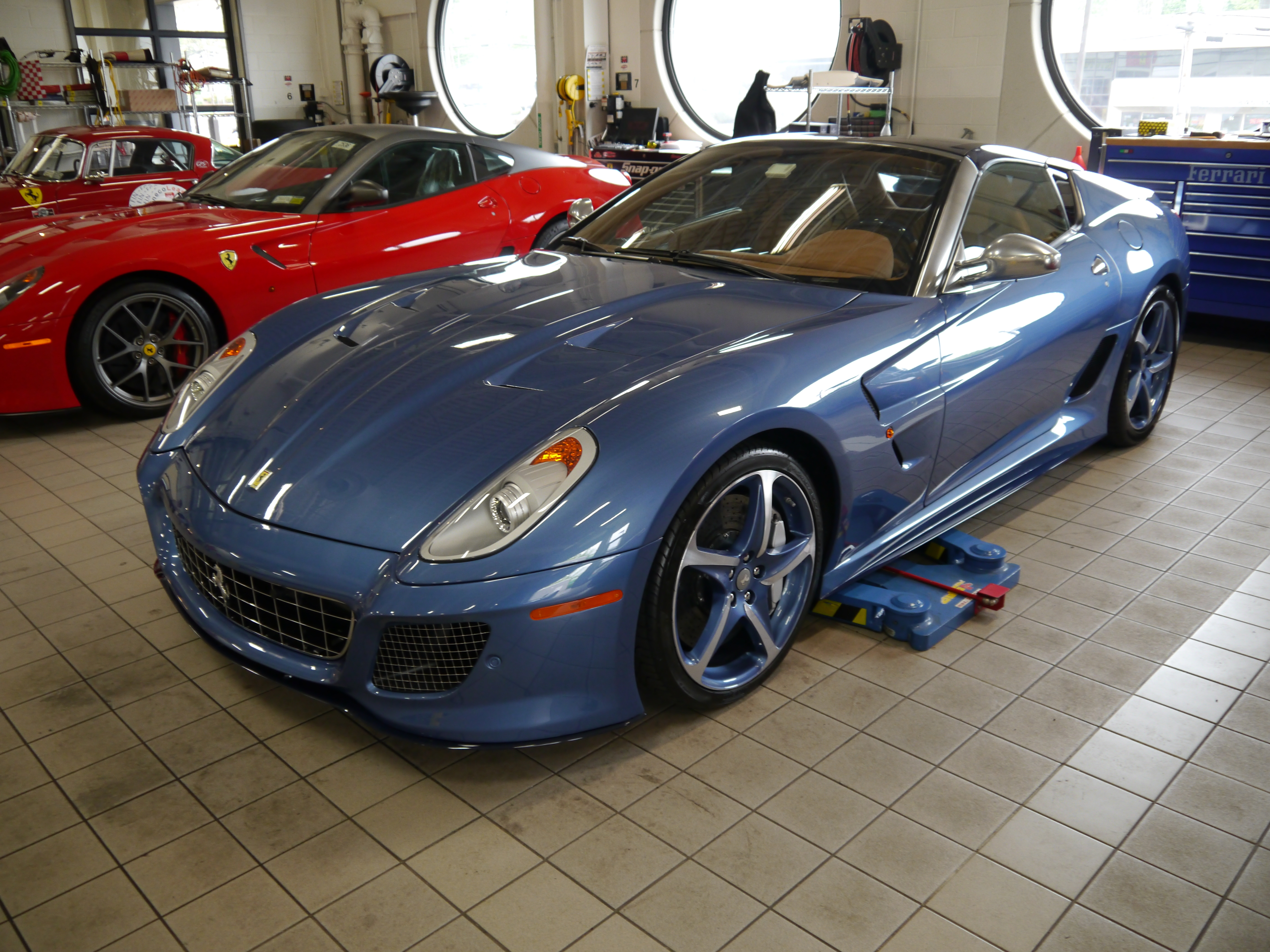
전면 왼쪽 모습
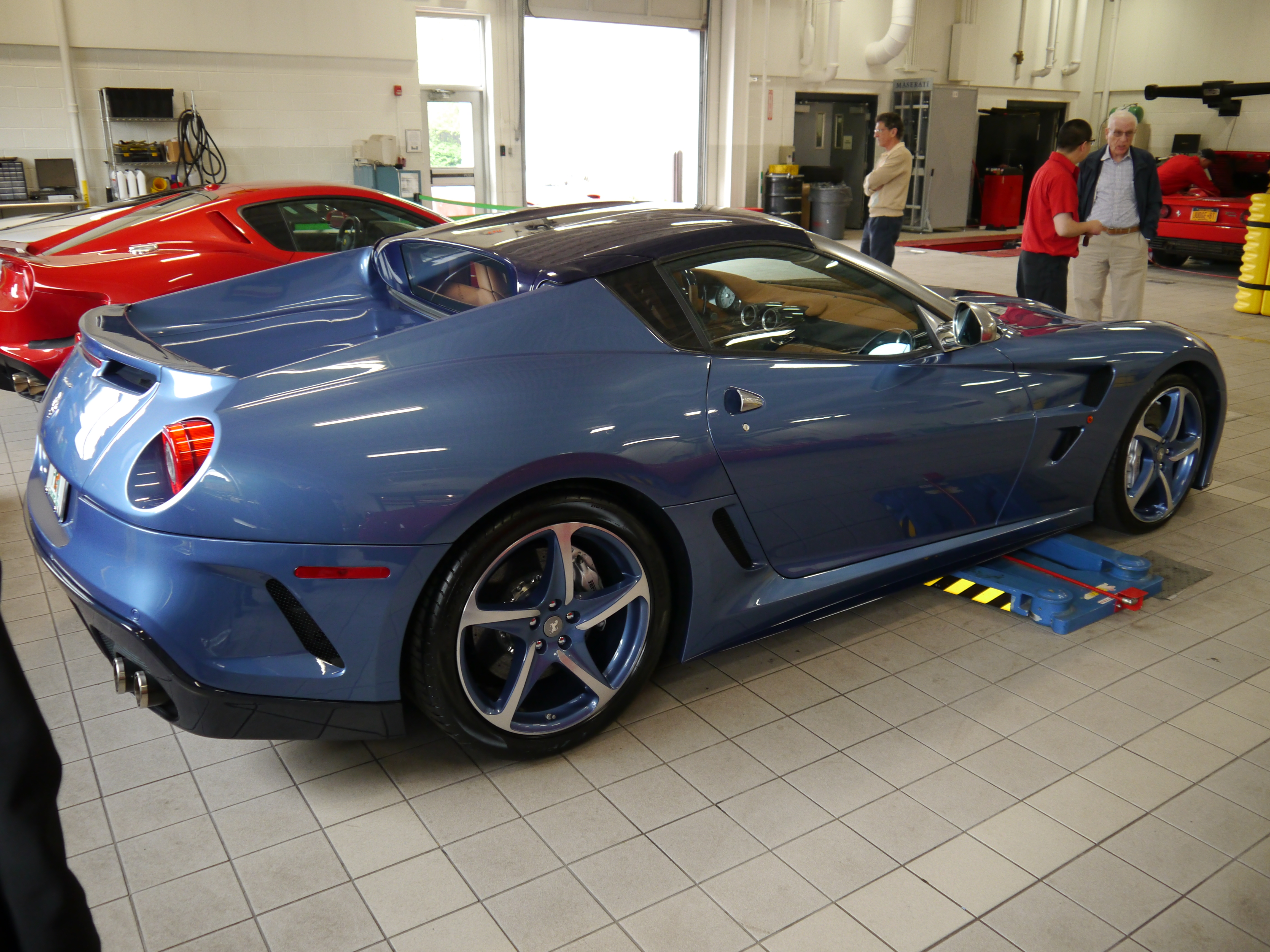
후면 오른쪽 모습

### 599 GTZ 니비오 자가토
자가토 599 GTZ 니비오는 2007년 자가토에 의해 소개되었으며, 페라리 599 GTB를 기반으로 하였다. 전 세계적으로 단 9대만 한정 생산되었으며, 이 중 7대는 F1 자동화 수동 변속기를 장착했고 2대는 6단 수동 변속기를 장착했다. F1 자동화 수동 변속기 장착 모델 중 2대는 스파이더이다. 어두운 파란색에 흰색 상단부가 칠해진 수동 쿠페 모델은 2018년 12월 두바이의 토미니 클래식스에서 149만 5천 달러에 판매 목록에 올랐다. GTZ 니비오의 디자인은 1950년대와 1960년대의 다양한 코치 빌트 스포츠카에서 영감을 받았다.
| 변속기 | 바디 스타일 | 섀시 번호         |  | 외장 색상                                   | 내장 색상                    | 휠                                                                             | 등록                                                           | 비고                                                                      |
| ------ | ----------- | ----------------- |  | ------------------------------------------- | ---------------------------- | ------------------------------------------------------------------------------ | -------------------------------------------------------------- | ------------------------------------------------------------------------- |
| 수동   | 쿠페        | 149428            |  | 어두운 파란색 (흰색 상단부)                 | 어두운 파란색 및 밝은 파란색 | SA 아페르타와 함께 소개된 5-스포크 휠                                          |                                                                | 토미니 클래식스에 판매 목록에 올랐다. 현재 스페인에 있는 것으로 추정된다. |
| F1     | 쿠페        | 168018            |  | 가장자리에 흰색 악센트가 있는 밝은 파란색   | 어두운 갈색                  | SA 아페르타와 함께 소개된 5-스포크 휠                                          | 스위스 번호판 GR 151868에서 목격됨                             |                                                                           |
| F1     | 쿠페        | 185911            |  | 빨간색                                      | 황갈색                       | 7 더블 스포크 휠                                                               | 스위스 번호판 BS 5599에서 목격됨                               |                                                                           |
| F1     | 쿠페        |                   |  | 검은색                                      | 알 수 없음                   | 599 GTB 피오라노 휠                                                            | 사우디아라비아 번호판 3000 LTA에서 목격됨                      |                                                                           |
| F1     | 스파이더    | ZFFFD60B000165830 |  | 가장자리에 밝은 은색 악센트가 있는 은색     | 검은색 (흰색 스티치)         | 7 더블 스포크 휠                                                               |                                                                | 2021년 2월 RM 소더비 경매에 출품됨. 2020년 1월 자가토에서 완성됨.         |
| F1     | 스파이더    | 170002            |  | 흰색                                        | 크림색 및 파란색             | SA 아페르타와 함께 소개된 5-스포크 휠                                          | 2019년 11월 실버스톤 경매에서 사우디아라비아에서 경매에 출품됨 |                                                                           |
| F1     | 스파이더    | 170826            |  | 가장자리에 흰색 악센트가 있는 어두운 빨간색 | 흰색                         | SA 아페르타와 함께 소개된 5-스포크 휠                                          | 스위스 번호판 GR 10956에서 목격됨                              |                                                                           |
| F1     | 스파이더    |                   |  | 어두운 파란색                               | 흰색 및 크림색               | 599 GTB 피오라노 HGTE 휠                                                       | 스위스 번호판 BS 5970에서 목격됨                               |                                                                           |
| 수동   | 스파이더    | 159626            |  | 밝은 파란색                                 | 어두운 보라색                | 20인치 5 더블 스포크 다이아몬드 컷 단조 알로이 휠 (599 GTB 60F1에서 사용 가능) | 영국 번호판 AX57TXH에서 목격됨                                 |                                                                           |

### SP30

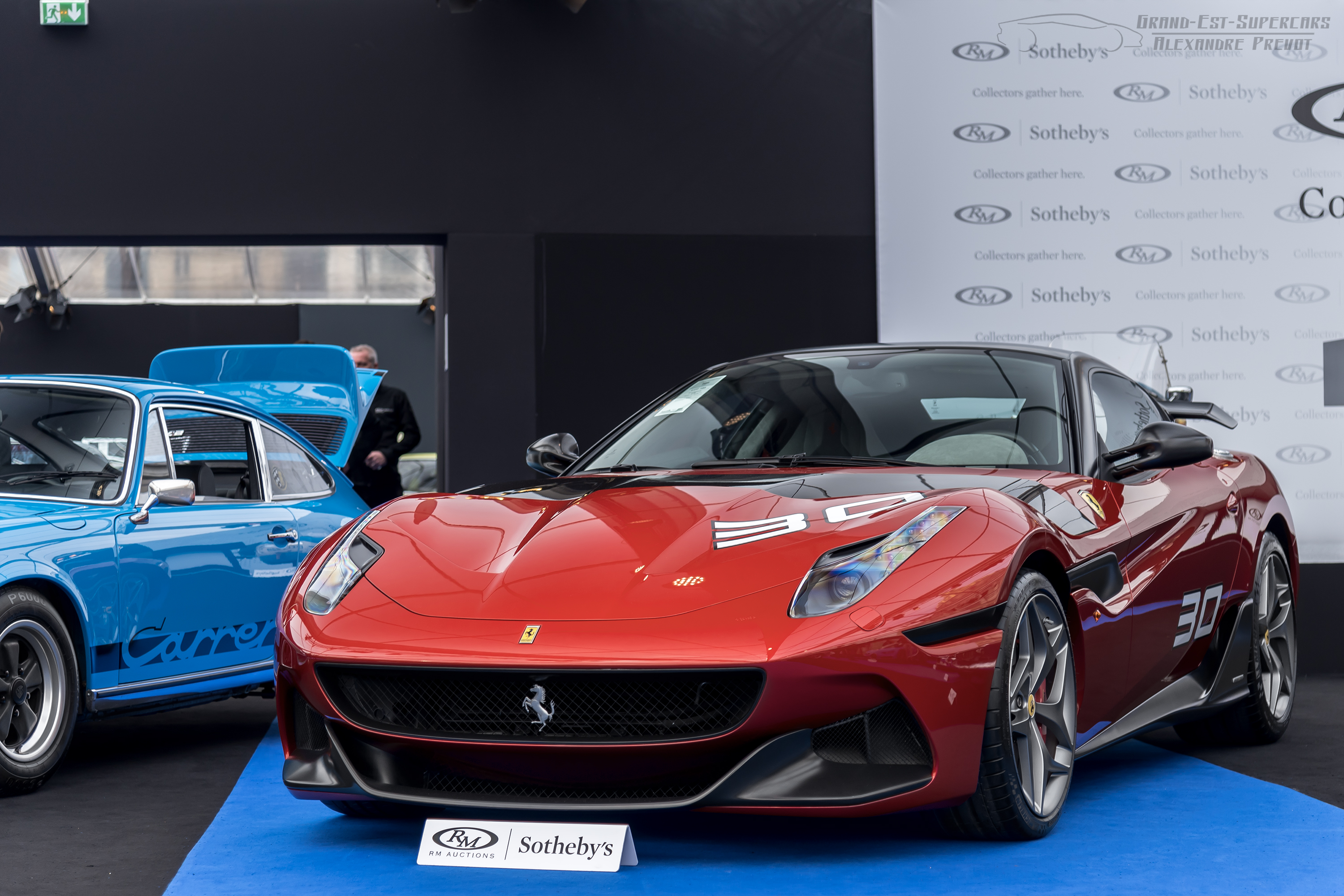
페라리 SP30

페라리 SP30은 599 GTO를 기반으로 한 단일 모델로 2013년에 완성되었다. 이 모델은 페라리 스페셜 프로젝트 부서에서 완성한 다섯 번째 프로젝트이며, 몇 달 전에 출시된 599XX와 F12의 요소를 포함한다. 이 모델은 석유화학 회사 소유주인 치라그 아리아가 의뢰했다. 이 자동차의 VIN은 ZFF70RDT7B0188026이다. 이 자동차는 이후 아부다비 정부에 의해 압수되었고 미국으로 수출되어 현재까지 그곳에 머물고 있다.

## 프로토타입
모터 오소리티는 페라리 사장 루카 코르데로 디 몬테제몰로가 페라리가 포뮬러 1에서 사용하는 운동 에너지 회수 시스템을 기반으로 하는 대체 에너지원을 사용하는 페라리 모델 개발에 노력하고 있다고 보도했다. KERS는 599를 테스트 차량으로 사용하여 테스트되었다. 이 모델은 나중에 페라리 라페라리로 밝혀졌다.

## 수상
- 에보는 599 GTB를 2006년 올해의 자동차로 선정했다.[37]
- 탑 기어 매거진도 599 GTB를 2006년 올해의 슈퍼카로 선정했다.

## 후속 차량
599의 후속 모델은 2012 제네바 모터쇼 며칠 전인 2012년 2월 29일에 발표되었다. 페라리는 페르난도 알론소와 펠리피 마사가 페라리의 자체 테스트 트랙인 피스타 디 피오라노에서 자동차를 운전하는 영상을 공개했다. F12베를리네타라는 이름의 이 자동차는 2012년 3월 6일 제네바 모터쇼에서 공식적으로 공개되었다.

## 비디오 게임에서의 등장
- 아스팔트 8: 에어본 - 599XX
- 아스팔트 9: 레전드 - 599XX 에보
- 포르자 호라이즌 4 - 599XX 에보, 599XX, 599GTO

## 참고 문헌
- “Maranello Masterpiece”. 《오토위크》. 2006년 1월 9일에 확인함.
- “Maranello's New True GT”. 《오토위크》. 2006년 1월 17일에 확인함.
- “Winner: Supercar”. 《탑 기어》. 2010년 9월 5일에 원본 문서에서 보존된 문서.
- “Ferrari 599 GTB Fiorano on test”. 《에보》.
- “First Test: 2007 Ferrari 599 GTB Fiorano”. 《모터트렌드》.
- “Record of the Ferrari 599XX at the Nürburgring announced in Beijing”. 《페라리》.
- “Superamerica 45”. 《페라리》.
- “So how is Ferrari going to replace the 599?”. 《탑 기어》. 2011년 6월 4일에 확인함.